# Mullet MadJack
Mullet MadJack – gra komputerowa z gatunku strzelanek pierwszoosobowych wyprodukowana przez Hammer95 Studios, a wydana przez Epopeię Games na platformie Windows 15 maja 2024 roku.
Gra Mullet MadJack zebrała pozytywne recenzje, zdobywając uznanie za wciągającą rozgrywkę i styl wizualny.

## Rozgrywka
Mullet MadJack to first-person shooter z elementami roguelike. Gracz steruje postacią, która porusza się po trójwymiarowych poziomach, na przejście których ma 10 sekund. Czas może zostać wydłużony po wykonaniu konkretnych czynności np. po zabiciu przeciwników, wypiciu napojów czy zniszczeniu elementów otoczenia. W trakcie walki postać może używać broni białej, palnej i kopać przeciwników. Pomiędzy poziomami gracz może wybrać bonusy poprawiające zdolności bohatera. Po ukończeniu dziesięciu rozdziałów, gracz traci wszystkie zebrane ulepszenia. Gra zawiera sześć poziomów trudności, z czego najłatwiejszy eliminuje licznik czasu.

## Odbiór
Gra spotkała się z pozytywnym odbiorem recenzentów, uzyskując średnią wynoszącą 88/100 punktów według serwisu Metacritic.
Wielu recenzentów chwaliło rozgrywkę i szybkie tempo. Zoey Handley z serwisu Destructoid zauważyła, że gra czerpie pomysły z innych produkcji: inspiracją dla głównego bohatera był Duke Nukem, a animacje zabójstw przypominają te z gry Doom Eternal. Jej zdaniem rozgrywka jest prosta i wciągająca, a cała gra to parodia Internetu przesunięta do granic absurdu. Francesco Destri z IGN Italia podkreślił wymóg ciągłego zabijania i licznik czasu ustawiony na dziesięć sekund. W jego opinii zachęca to gracza do utrzymywania wysokiego tempa akcji, a system zdobywania dodatkowych punktów za łączenie kombinacji przypomina ten z gry Bulletstorm.
Kilku krytyków oceniło oprawę graficzną stylizowaną na anime. W opinii Eda Thorna z Rock Paper Shotgun, podczas szybkiego przechodzenia przez pomieszczenia gracz docenia intensywne kolory otoczenia wykonanego w stylistyce retro anime. Przeciwnego zdania była Handley, która uznała, że ciągle coś się dzieje, a gracz nie ma czasu na przyjrzenie się detalom świata gry. Francesco Destri z serwisu IGN Italia również wyraził pozytywną opinię na temat żywej kolorystyki przypominającej anime z lat 90. i jednocześnie uznał, że szybkie tempo gry nie pozwala na docenienie oprawy graficznej.